# Prata (Minas Gerais)
Prata es un municipio brasileño del estado de Minas Gerais, localizado en la región del Triángulo Mineiro. Tiene una población de 26.139 habitantes (estimativas IBGE/2012), en una superficie de 4.847,544 km², lo que da una densidad demográfica de 5,39 hab./km².

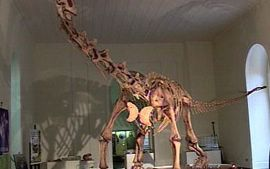
Maxakalisaurus

En la región fueron encontrados fósiles de titanosaurus - Maxakalisaurus - Dinoprata
Es considerado unos de los Dinosaurios más grandes encontrados en Brasil, el hallado es un ejemplar juvenil de unos 13 metros de largo y 9 toneladas de peso pero se estima que un adulto hubiera llegado a los 20 metros. Tenía un cuello y cola largos, y cosa poco usual en los saurópodos dientes con surcos.
Maxakalisaurio es el nombre dado en el 2006 a un titanosauriano hallado en Brasil a 45 km de la ciudad de Prata, en el estado de Minas Gerais hallado en 1998. El fósil pertenece a la formación Bauru del cretácico tardío hace unos 80 millones de años. Los restos se excavaron cerca de la Sierra Boa Vista durante 4 temporadas entre 1998 y 2002.
Este espécimen (MN 5013-V) se guarda en el Museo Nacional del Universidad federal de Río de Janeiro, Río de Janeiro, en Brasil. Emparentado cercanamente con el Saltasaurio, este inusual saurópodo poseía una armadura que constaba de placas óseas en la piel y placas verticales a lo largo de su espina dorsal.

## Clima
El clima de Prata puede ser clasificado como clima tropical de sabana (Aw), de acuerdo con la clasificación climática de Köppen.
- Datos: Q22066969
- Multimedia: Prata (Minas Gerais) / Q22066969